# Flygplanskapning
En flygplanskapning innebär att man med våld eller hot om våld tar kontrollen över ett flygplan. En person som utför denna handling kallas flygplanskapare, och flygplanskapningar förknippas starkt med terrorism.
Flygplanskapningar, som var vanliga under 1970-talet, har oftast politiska motiv.-
Det vanligaste är att kaparna genom att hota piloter, personal eller passagerare tvingar flygplanet dit kaparen vill. I vissa fall, som vid terrorattentaten i USA den 11 september 2001, var det kaparna själva som styrde flygplanet.
En av de första kända flygplanskapningarna genomfördes den 21 februari 1931 i Arequipa i Peru.
Det har hänt att den anställde piloten själv kapade flygplanet. Det skedde i oktober 1998 under en flygning med Air China från Peking till Kunming, där piloten körde till Taiwan och hotade att haverera flygplanet och döda passagerarna om övriga i besättningen försökte hindra honom. Även Germanwings Flight 9525 i mars 2015, då andrepiloten låste dörren när förstepiloten var på toaletten, och sedan havererade flygplanet.
Flygplanskapningar har medfört hårdare kontroll på flygplatserna av passagerarna och deras bagage.
En annan åtgärd som genomförts är att dörrarna mellan cockpit och passagerarutrymmet förstärkts och låsts.
I Sverige är straffet för grov kapning, vilket kapning av passagerarflygplan kan anses vara, mellan två års och livstids fängelse.

## Kända flygplanskapare
- Mohammed Atta
- D.B. Cooper

### Fotnoter
1. ↑  ”Aviation Marks 80th Anniversary of First Aircraft Hijacking - 1931” (på engelska). Avianform. 21 februari 2011. Arkiverad från originalet den 8 september 2015. https://archive.is/20150908213142/http://www.aviainform.org/industrynews/14-industrynews/1211-aviation-marks-80th-anniversary-of-first-aircraft-hijacking-1931.html. Läst 8 september 2015.
2. ↑  Brottsbalken 13.kap 5a §